# Каподистрия, Иоанн
Иоа́нн Анто́ний Каподи́стрия (греч. Ιωάννης Αντώνιος Καποδίστριας; в России — Иван Антонович Каподистрия; 11 февраля 1776, Керкира — 9 октября 1831, Нафплион) — граф, российский и греческий государственный деятель, министр иностранных дел Российской империи (1816—1822 годы, совместно с К. В. Нессельроде) и первый правитель независимой Греции (1827—1831 годы).

## Начало карьеры

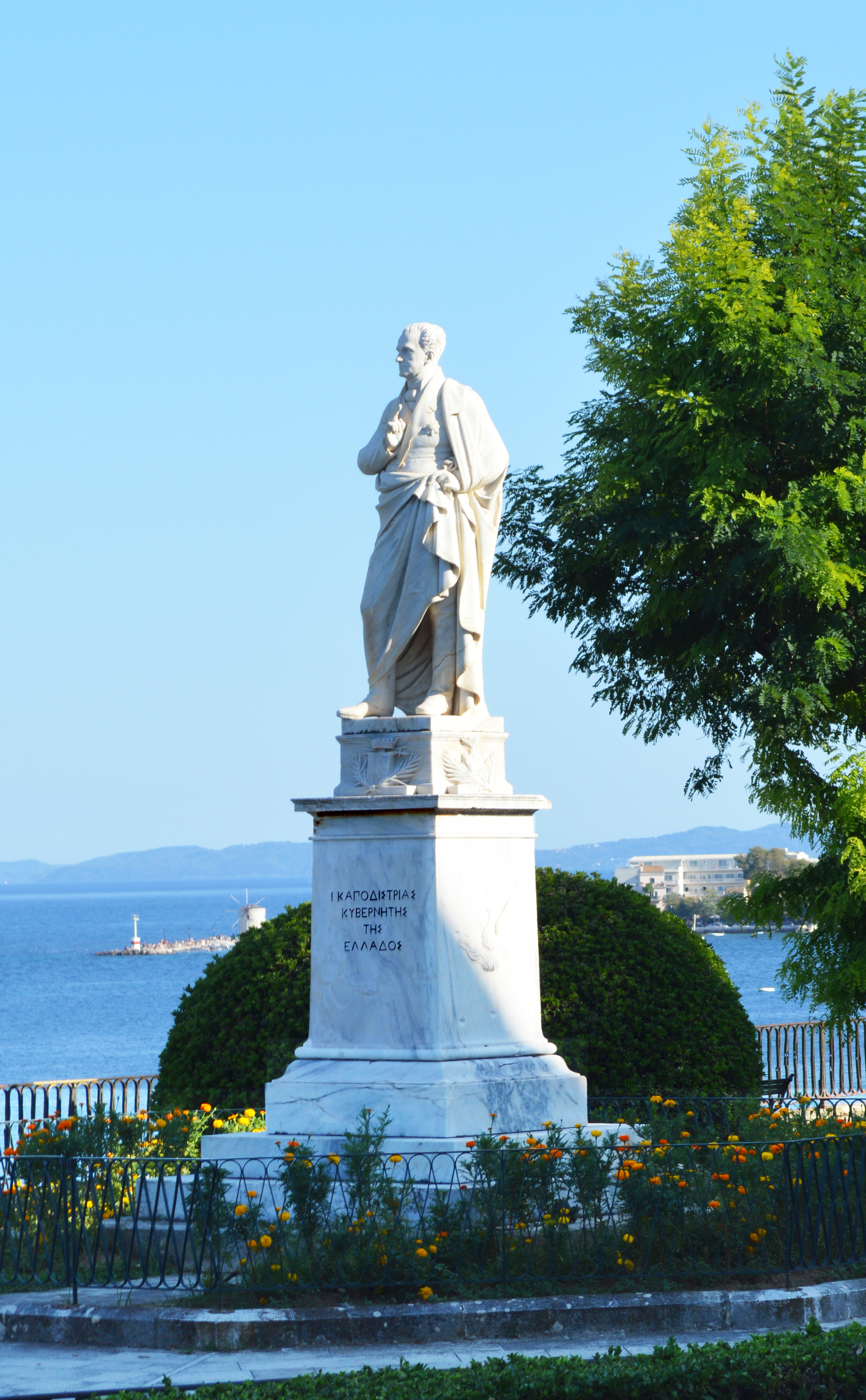
Статуя графа Иоанна Каподистрии на проспекте Демократии перед Ионической Академией в городе Керкира

Родился 11 февраля 1776 года на острове Корфу, где отец его, Антон Каподистрия (1741—1819), потомок переселенцев на Корфу в конце XIV века из городка Капо д’Истрия, занимал разные почётные должности на службе у венецианского правительства. Мать Иоанна — Диамантина Каподистрия.
Иоанн Каподистрия, окончив курс философии и медицины в Падуанском университете, поступил на дипломатическую службу на родине. С 1799 года работал главным врачом русского военного госпиталя на острове Корфу. В 1800 году, по предложению адмирала Ф. Ф. Ушакова, стал секретарём законодательного совета Республики Ионических островов. В 1802 году ему было поручено объехать большую часть Ионических островов, ввести там русские гарнизоны и устроить гражданское управление. В 1803 году он был назначен статс-секретарём Республики Ионических островов по иностранным делам, в 1807 году — начальником местной милиции.

## Министр иностранных дел России

Памятник Каподистрии в Петербурге

Тильзитский мир 1807 года, по которому русское управление было заменено на французское, стал препятствием к дальнейшей карьере Каподистрии на родине; он перешёл на русскую службу статским советником и был причислен к министерству иностранных дел (1809 год). Через два года он был определён секретарём русского посольства в Вене, затем вёл дипломатическую переписку П. В. Чичагова. В 1812 году назначен управляющим дипломатической канцелярией русской Дунайской армии в чине действительного статского советника, на него же было возложено поручение выработать проект административного устройства Бессарабии, только что присоединённой к России.
В 1813 году сопровождал Александра I в качестве начальника канцелярии, а затем был послан в Швейцарию с поручением привлечь её к союзу против Наполеона. Удачное исполнение поручения, а также блестящие таланты, обнаруженные им на Венском конгрессе, обеспечили ему быструю карьеру.
В 1815 году ему было пожаловано звание статс-секретаря. В 1816 году Каподистрия стал тайным советником, а 9 (21) августа 1816 года был назначен управляющим Министерством иностранных дел и занимал эту должность до 1822 года. Работал для укрепления союза между Францией и Россией и старался удерживать Александра от увлечения идеями Священного Союза; кроме того, был противником вмешательства в борьбу партий в Неаполе, хотя особо энергичных действий в этом направлении он не принимал. С 1816 года был управляющим Коллегией иностранных дел, подчинялась министру иностранных дел, каковым состоял Карл Нессельроде.
Как грек, сочувствовал начавшейся в марте 1821 года революции в Греции, но как дипломат и карьерист не решался действовать энергично и оставался на службе, когда Россия, во время вооружённого выступления под руководством князя Александра Ипсиланти, приняла явно враждебное Греции положение. Видимо, Каподистрия надеялся на то, что развитие событий в конце концов заставит Александра I согласиться на «понудительные меры» против Порты. Весной 1822 года, несмотря на решительные возражения Каподистрии, Александр I принял предложение австрийского министра иностранных дел Клемента Меттерниха о проведении в Вене конференции держав по Восточному вопросу. Считая, что дальнейшее согласование дипломатических шагов России с австрийской политикой будет иметь неблагоприятные последствия для Греции, Каподистрия решил отстраниться от этих дипломатических мероприятий и не принимать участия в их подготовке и обсуждении на служебных докладах. В мае 1822 года император во время частной аудиенции, данной Каподистрии, предложил ему отправиться снова «для поправления здоровья» на воды, оставшись формально при своей должности (отставку он получил в 1827 году). Графу был пожалован орден Св. Владимира I степени. Ранее был награждён орденом св. Александра Невского.
Ещё раньше дважды отвергнув предложение тайного общества греческих повстанцев «Филики Этерия» стать во главе её (хотя в 1814 году он сам основал гетерию филомузов), Каподистрия и теперь оставался зрителем борьбы, поддерживая инсургентов лишь деньгами и бессильным заступничеством при европейских дворах.

## Правитель Греции
11 апреля 1827 года Третье Национальное собрание в Тризине избрало графа И. Каподистрию на 7 лет правителем Греции (Κυβερνήτης της Ελλάδος). Это слово было переведено в рескрипте императора Николая I графу Гейдену словом «председатель греческого правительства»; несмотря на неточность перевода, в отношении Каподистрии в русской литературе использовался титул «президент».
Новый президент переждал, однако, Наваринскую битву, обеспечившую свободу Греции, и лишь 18 января 1828 года прибыл во вверенную ему страну. Когда между державами начались переговоры о выборе короля для Греции, Каподистрия, в официальных и частных письмах настаивал на том, чтобы было спрошено мнение народа, которое выражалось в подобных случаях устами членов народных собраний, подобранных президентом; но честолюбивые замыслы Каподистрии не увенчались успехом. Принц Леопольд Саксен-Кобургский (впоследствии король бельгийский) отказался, однако, не без влияния со стороны Каподистрии, от предложенной ему короны.

## Гибель

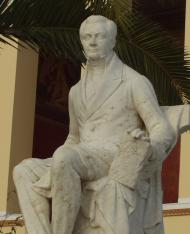
Памятник в Афинах

В числе врагов Каподистрии, созданных его политикой, была семья Петро-бея (Мавромихали), посаженного им в тюрьму за попытку заговора. Сын и брат Петро-бея, Георгий и Константин Мавромихали, также были ранее арестованы за нанесение тяжёлого ранения своему родственнику. Через некоторое время Георгий и Константин были выпущены из тюрьмы и жили в Нафплионе под надзором полиции. Рано утром 9 октября 1831 года они напали на Каподистрию и убили его. Русский офицер Николай Райко, служивший в то время в греческой армии и бывший очевидцем событий, вспоминал:

Только что президент подошел к церкви, как с изумлением увидел там Константина Мавромихали и Георгия. Последний стоял у входа по левую, а первый по правую сторону. Граф, зная с давнего времени свойства этих людей, а также их враждебные замыслы, не мог воздержаться, чтобы при виде их не выразить телодвижением своего отвращения; затем, как бы устыдившись своей неловкой нерешительности, он тотчас оправился, и, проходя между ними, приподнял шляпу, чтобы приветствовать наперед Константина, а потом Георгия. Константин отвечал на его поклон, приподняв свою феску левою рукою, и когда президент повернулся к Георгию, он вынул правую руку из под своего плаща, в которой был пистолет, и выстрелил не целя. Пуля пролетела мимо. Злодей с неслыханною дерзостию схватил нож и вонзил его графу в низ живота, по самую рукоять. При звуке выстрела президент, зажав рукою рану, повернул голову направо; тогда Георгий в свою очередь воспользовался тем же самым случаем, что его жертва от него отвернулась, выхватил свой пистолет, также спрятанный под полою, и в упор выстрелил в голову графа, так что череп разлетелся на части (пистолеты заговорщиков заряжены были отличным английским порохом и двумя пулями, связанными проволокою).
Убийцы пустились бежать, и один из их соучастников выстрелил в третий раз, для того чтобы, устрашив народ и заставив его расступиться, облегчить убийцам побег и затруднить преследование. Албанец, сопровождавший графа, потерял голову и стоял как окаменелый. Георгий Кандиотти, владея только левою рукою (правую потерял на войне), подхватил раненного и тихо опустил его на землю; потом, схватив один из своих пистолетов, выстрелил в Георгия, бежавшего по направлению к батарее «Пяти Братьев», которая находится направо от церкви, но пистолет осекся. Заткнув его за пояс, он выхватил другой, и завидев Константина, на расстоянии 40 шагов взбиравшегося по дорожке, ведущей к фасаду церкви, Кандиотти прицелился, выстрелил и попал ему в левый бок; затем, не теряя времени, пустился за ним в погоню, но не догнал. В то время, когда Кандиотти преследовал Константина Мавромихали, толпа ворвалась в церковь с криком: «Убийцы! Убийцы!» Немедленно для поимки их отрядили солдат. Константин бежал сначала с неимоверною скоростию, но будучи ранен, пошел медленным и колеблющимся шагом. Истекая кровью и теряя силы, он оглянулся назад и, видя приближающихся к нему солдат, вскричал в испуге: «Не убивайте меня! Не мы причиною смерти президента!» Начальник отряда напрасно хотел удержать рассвирепевших солдат, которые начали бить его прикладами; чернь присоединила тут и свое исступление, истерзала тело его ужасным образом и даже самое платье его изорвала в лоскутки. Тем временем Георгий Кандиотти, не успев напасть на след Георгия и его сообщников, воротился назад и, услышав крик и проклятия толпы, бросился к тому месту, где находился Константин, растолкал толпу и выстрелил в него вторично, при чем пуля раздробила ему правое плечо. Когда ярость народная утолилась, тогда истерзанного Константина отволокли под арку в воротах казарм, что на площади под Явором; там он испустил дух при всеобщих проклятиях, в судорожных движениях, свидетельствовавших о его жестоких мучениях.

Константин Мавромихали был на месте забит народом и брошен в море, а Георгий с двумя сообщниками успел укрыться в доме французского посланника барона Руена (в день убийства у Н. А. Райка создалось впечатление, что французский посланник Руен и командующий греческими войсками французский генерал Жерар оказывали заговорщикам негласную поддержку), но был выдан греческим властям, судим и расстрелян. Сообщниками Мавромихали были полицейские Яни Караяни и Андрей Партинос, назначенные осуществлять за ними надзор. Их также судили. Караяни был приговорён к расстрелу (с отсрочкой), а Партинос к 10 годам каторги. Временное правительство возглавили архистратиг Колокотронис, Августинос Каподистрия и Колетти — все из русофильской партии. Тем не менее, сообщники Мавромихали, по словам Н. А. Райка, уже через некоторое время вышли из тюрьмы.
Историю убийства Иоанна Каподистрии сравнивают с убийством Кеннеди. Папка с документами, относящимися к убийству графа, до сих пор хранится в британских архивах под грифом «совершенно секретно».
Гибель Иоанна Каподистрии вызвала широкий общественный резонанс и нашла отражение в живописи; например, литографии Камилла де-Фалько (1832).

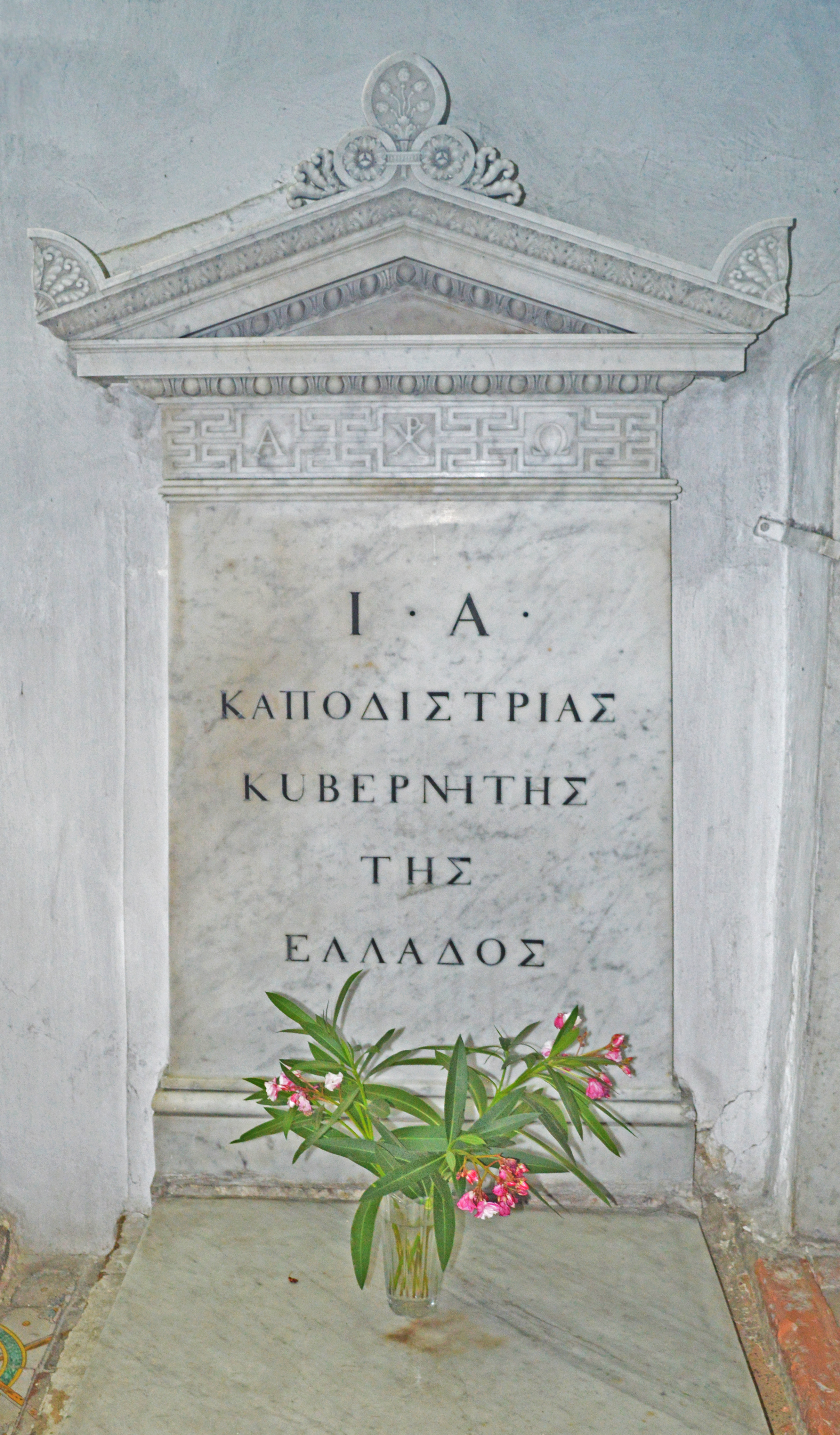
Могила Иоанна Каподистрии во внешнем нартексе за алтарём Кафоликона монастыря Платитера

Граф Каподистрия был похоронен вначале в первой столице независимой Греции Нафплионе. Однако через шесть месяцев его брат Августин, согласно завещанию Иоанна перевёз тело правителя на Корфу и похоронил на окраине столицы острова в монастыре Платитера, который считался семейным склепом рода Каподистрий.

## Награды
Российской Империи:
- Орден Святой Анны 2-й степени (1808)
- Орден Святой Анны 1-й степени (25 сентября 1813)[3]
- Орден Святого Александра Невского (24 марта 1816)
- Орден Белого орла (Царство Польское, 14 марта 1818)
- Орден Святого Владимира 1-й степени (27 сентября 1818)
- Орден Святого Андрея Первозванного (1830)

Иностранных государств:
- Королевский венгерский орден Святого Стефана, большой крест (Королевство Венгрия, 1818)
- Орден Почётного легиона, большой крест (Франция, 1819)
- Орден Слона (Дания, 1819)
- Орден Чёрного орла (Пруссия)

## Память
Памятники Каподистрии установлены в Афинах, Нафплионе, Санкт-Петербурге, Лозанне, Эгине, а также на острове Корфу.
В 1930 году почта Греции выпустила почтовую марку с портретом Иоанна Каподистрии. (Yvert et Tellier 387)
В 2009 году во время государственного визита в Швейцарию президента РФ Дмитрия Медведева в парке на берегу Женевского озера в Лозанне был установлен бронзовый бюст графа.

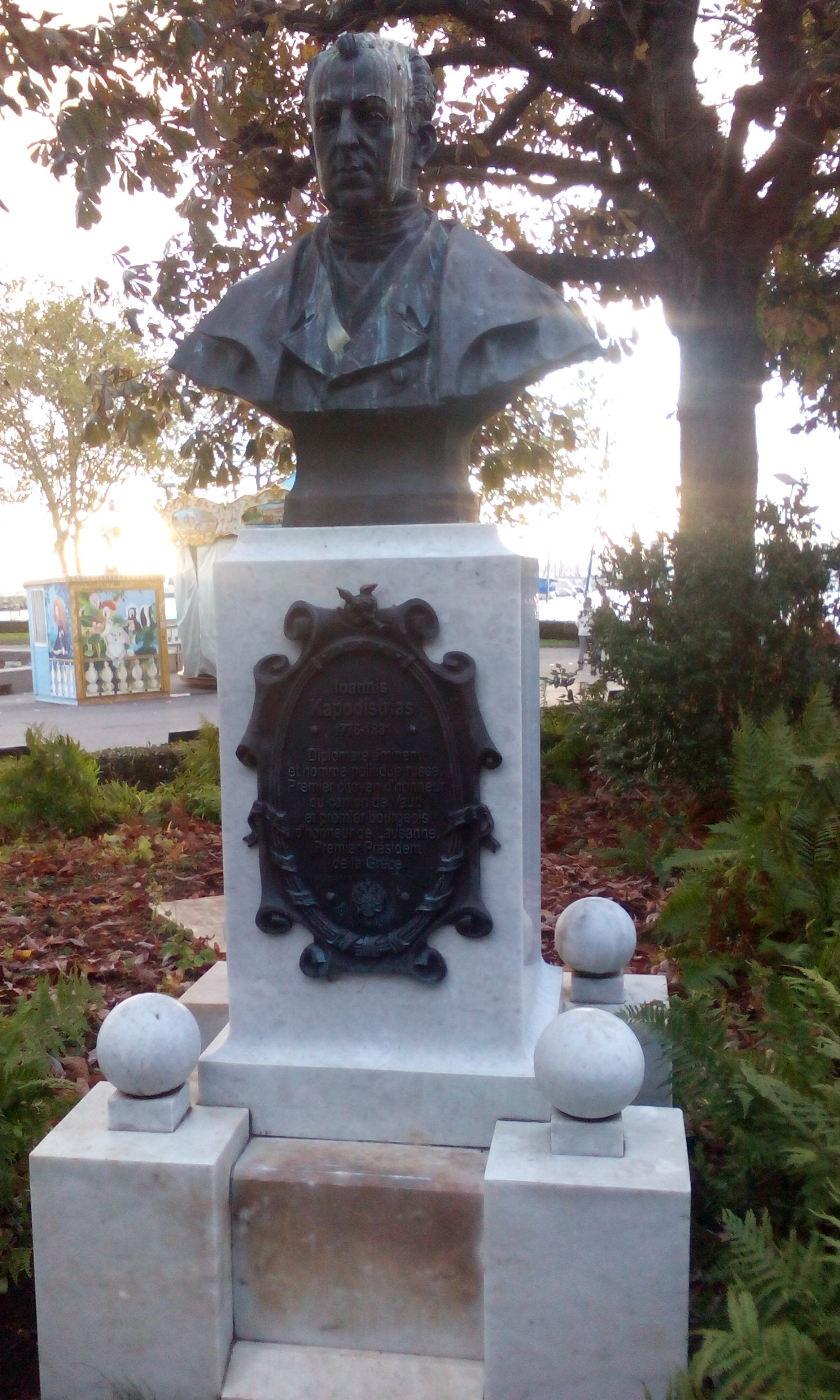
Бюст Каподистрии в Уши, Лозанна

В 2021 году в Лозанне назвали аллею в честь Каподистрии.